# Wouter Toussaint
Wouter Toussaint (23 maart 2004) is een Nederlands wegwielrenner.

## Carrière
In 2022 won hij de Omloop van de Maasvallei in Buchten, rijdend voor het team van Gepla-Watersley (U19). In datzelfde jaar werd hij tijdens het Limburgs Sportgala uitgeroepen tot "wielrenner van de toekomst".
Toussaint rijdt sinds 2023 bij de ploeg TDT-Unibet. Namens die ploeg reed hij dat seizoen onder meer de Ronde van Drenthe en de Volta Limburg Classic. Op het NK tijdrijden werd hij tiende bij de beloften. In september werd bekend dat hij aan het einde van het seizoen zou vertrekken bij de ploeg.

## Ploegen
- 2023 –  TDT-Unibet Cycling Team
- 2024 –  Wanty-ReUz-Technord

Tietema · Bloem · Budding · de Vries · Inkelaar · Toussaint · Bomboi · Bouts · Loockx (vanaf 1/10) · Stockman · Vandevelde · Kopecký · Tanfield